# Булахов, Павел Петрович
Павел Петрович Булахов (1824 — 1875, Санкт-Петербург) — русский оперный певец (тенор), один из членов даровитой семьи российских певцов Булаховых; муж певицы Анисьи Булаховой (Лаврентьевой).

## Биография
Павел Булахов родился в 1824 году; был младшим из двух сыновей Петра Александровича Булахова, его старшим братом был композитор Пётр Петрович Булахов. В Российской империи получил известность как тенор императорской Санкт-Петербургской оперы. Являлся воспитанником Театрального училища.
Дебютировал в 1850 году в опере «Жизнь за Царя» в роли Собинина, затем вскоре пел Иосифа Прекрасного (в опере Мегюля того же названия) — и в обеих операх имел успех. Павел обладал весьма мягким и приятным лирическим тенором (tenore di grazia) и двадцать с лишним лет пел с успехом во многих операх.
Некоторые из его выдающихся ролей: Лоренцо (в «Фра-Диаволо»), Баскари (в «Фенелле»), Рембо (в «Роберте-Дьяволе»), Финна (в «Руслане и Людмиле»), Кампобассо (в «Карле Смелом»), дурака (в «Рогнеде») и др.
Павел Петрович Булахов скончался 15 октября 1875 года в Санкт-Петербурге.